# 獬豸

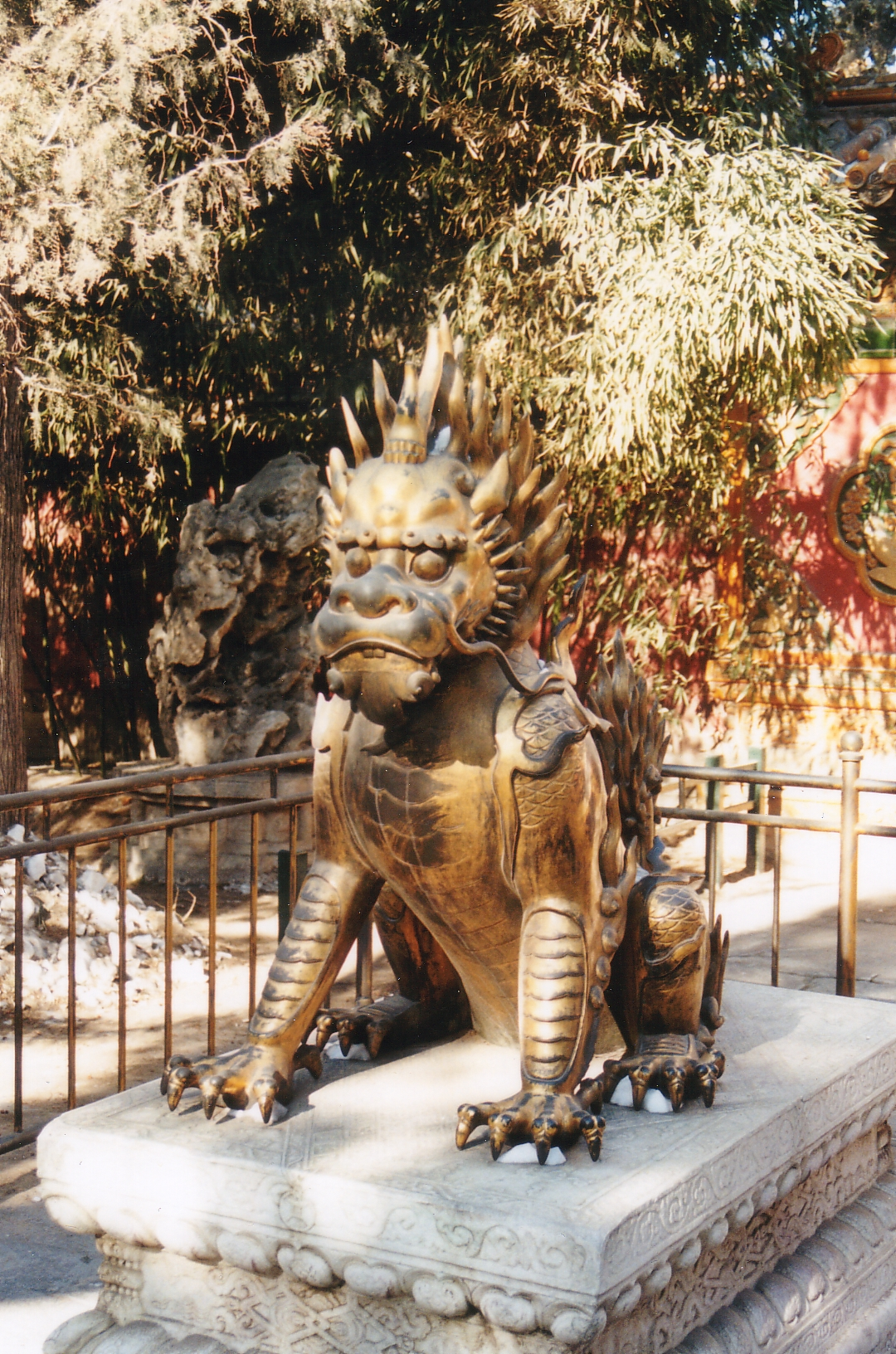
北京故宫獬豸座雕像

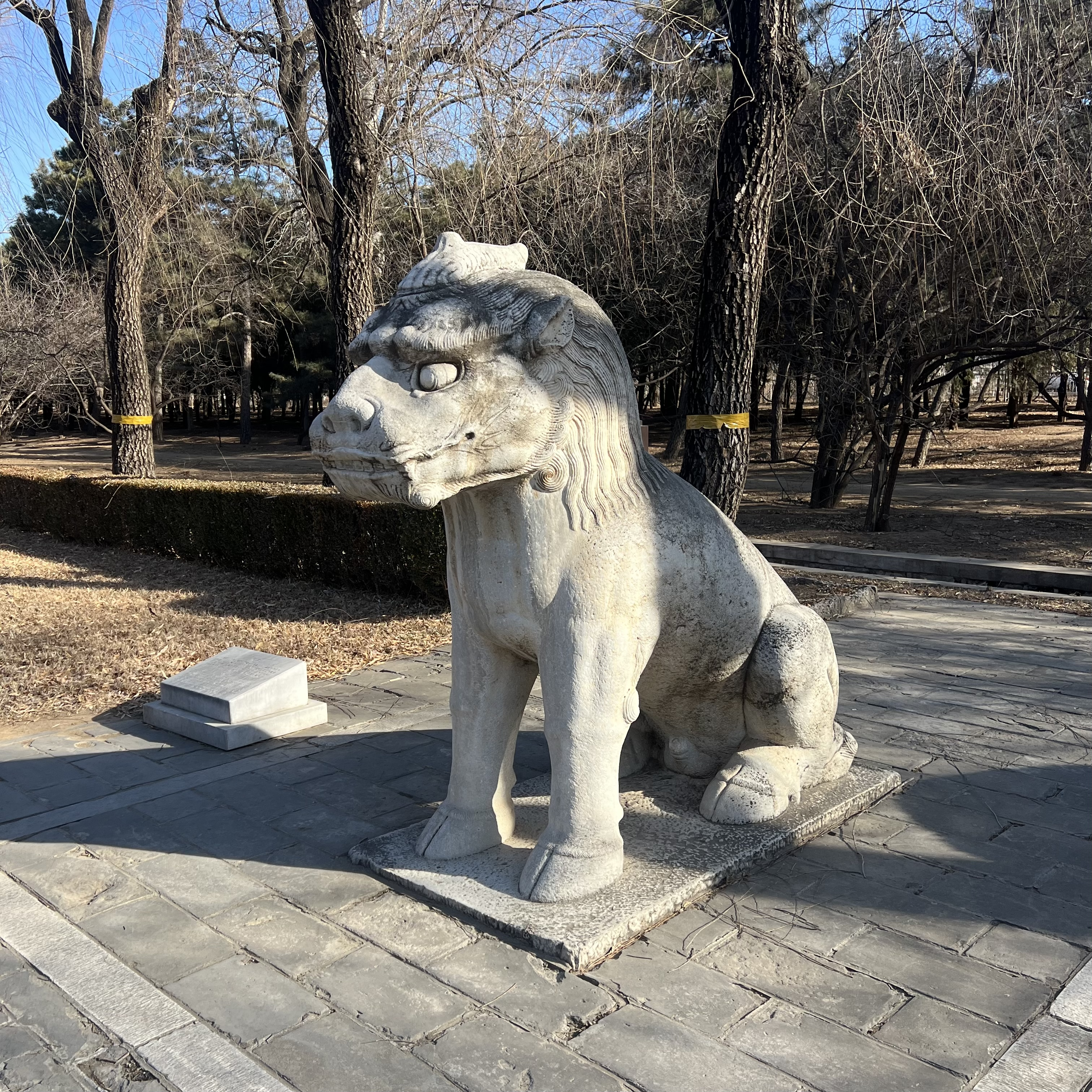
明十三陵神道上的獬豸座雕像

獬豸，為中國傳說中的神獸，外觀似羊（或說似鹿），頭頂正中有長獨角，雙眼炯炯有神，有短尾，尾巴像蝸牛，還有羊蹄。獬豸喜歡居住在水邊，性情忠貞，若見二人相鬥，牠就會以角撞不對的一方；見二人爭吵則會去咬理虧者，因其與生俱有辨別是非，公正不阿的本能，所以獬豸自古和延維被視為神獸。

## 古代文献和应用

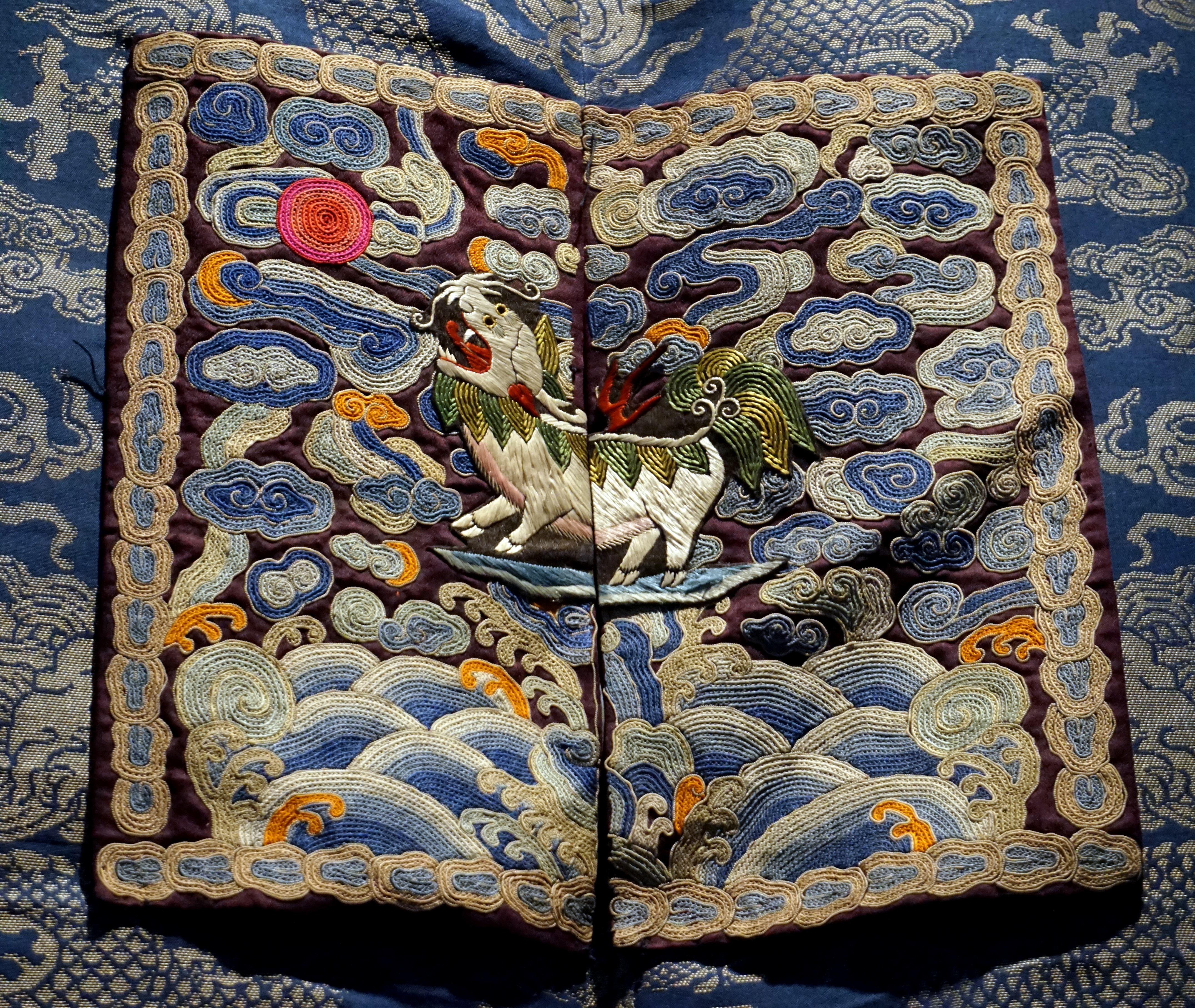
御史补子上的獬豸

- 《說文解字》：「廌，解廌，獸也，似牛，一角，古者訴訟，令觸不直者。」獬豸、解廌的原意即用角抵。中國古代法官戴的帽子稱「獬豸冠」。
- 漢朝楊孚《異物誌》中描述其為：「性別曲直。見人鬥，觸不直者。聞人爭，咋不正者。」獬豸樂於主持正義的性格隨著歷史演進而越來越鮮活，最終獬豸遂成為代表正義的祥獸。
- 《續漢書‧輿服志下》：「或謂之獬豸冠。獬豸神羊，能別曲直，楚王嘗獲之，故以為……冠。」
- 《述異記》：「獬豸者，一角之羊也。性知人罪。皋陶治獄，其罪疑者，令羊觸之。」
- 陳元龍《格致鏡原》引《神異經》︰「東北有荒中有獸如羊，一角，毛青，四足，性忠直，見人鬥則觸不直，聞人論咋不正，名曰獬豸，一名法獸。故立獄皆東北，依所在也。」又名解廌。
- 《後漢書‧輿服志下》︰「法冠……或謂之獬豸冠。獬豸神羊，能別曲直，楚王嘗獲之，故以為冠。」獬豸，成了中國法律的象徵。
- 清朝都御史用獬豸為補服，其職責為查轄官員。
- 蘇軾《艾子雜說》：齊宣王問艾子曰：“吾聞古有獬豸，何物也？”艾子對曰：“堯之時，有神獸曰獬豸，處廷中，辨群臣之邪僻者，觸而食之。”艾子對已，複進曰：“使今有此獸，料不乞食矣。”[1]

## 当代的使用

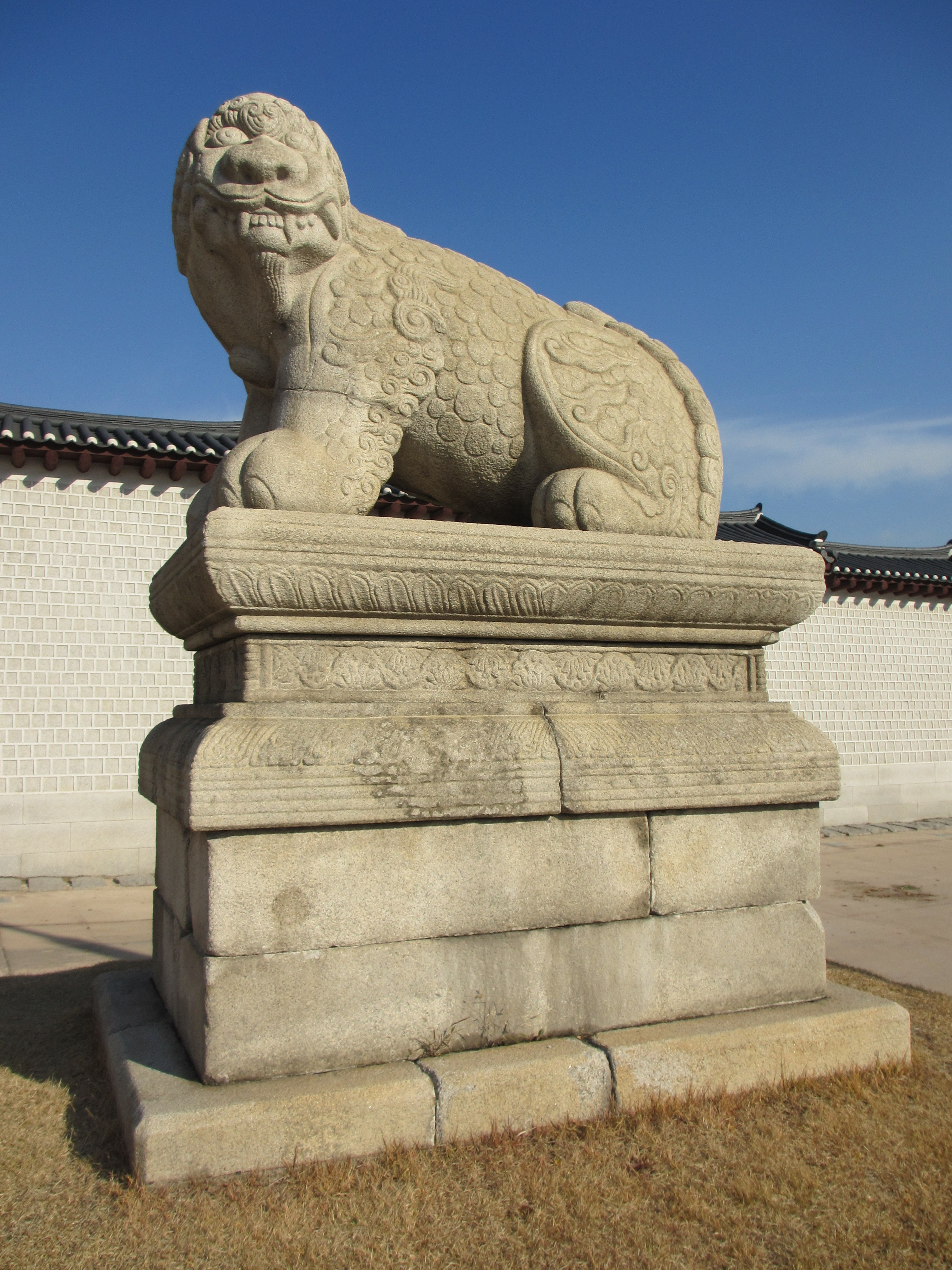
韩国景福宫的獬豸

中華民國憲兵職掌所引用的圖騰（象徵物），以表公正、廉明、忠貞職守之意，而於軍服右臂都會縫有獬豸及「憲兵」字樣臂章。中華民國憲兵是執法的兵種，必須明辨是非公正不阿，所以獬豸為中華民國憲兵精神的最佳象徵。
有些中國人選擇其形象的工藝品做為陪葬品，因為其代表了浩然正氣。另外很多司法人員也喜歡佩帶獬豸形象的飾品，中华人民共和国法官的法槌上就有獬豸图案。位于北京的法律出版社的标志即为獬豸。
另外在韓國首爾，亦將獬豸作為市吉祥物。在李氏朝鮮時期，宮廷與人民時常將獬豸作為象徵宮廷與鎮邪消災的瑞獸，時任首爾市長吳世勳於2008年5月宣佈以獬豸作為象徵首爾的吉祥物，以樹立更鮮明的城市形象。也將獬豸的形象卡通化，並以「HAECHI SEOUL」的名義作為商標、販售各式各樣的週邊商品，同時HAECHI SEOUL也在首爾故宮：光化門觀光風景區設置「獬豸廣場」專門店。

## 法之廌與豸
- 法律的「法」字在古文中寫做「灋」（兩字都讀做「法」），前後兩個法字比較之下所省略的那個部份，也就是「廌」（讀音：至），在古代與「獬豸」的「豸」是通用字，古時「獬豸」也叫「獬廌」，「解廌」。中國古代人對於法治的觀念便是藉獬豸象徵的。

## 延伸阅读
[在维基数据编辑]
 《欽定古今圖書集成·博物彙編·禽蟲典·獬豸部》，出自陈梦雷《古今圖書集成》

## 参見
- 中國妖怪列表
- 獨角獸
- 甪端
- 中華民國憲兵